# Dafár
Dafár (arabsky ظفار‎ ) je jedním z jedenácti guvernorátů Sultanátu Omán, umístěný v jeho jižní části. Správním střediskem je město Salála. Na severu a severozápadě sousedí Dafár se Saúdskou Arábií, na východě s ománským regionem Al-Wustá, na západě s Jemenem a na jihu hraničí s Arabským mořem, potažmo Indickým oceánem. Guvernorát se rozkládá na ploše 99 100 km².

## Administrativní členění
Administrativně se governorát člení do 10 provincií, tzv. vilájetů, kterými jsou: al-Mazuna, Mirbát, Mukšín, Rachjút, Sadá, Salála, Šalím a ostrovy Halaníjat, Takka, Thumrajt a Zalkut.

## Historie
Oblast Dafáru byla od starověku známa jako hlavní světový producent kadidla. V současné době se zde kadidlo pěstuje jen výjimečně, největším světovým producentem je nyní Somálsko. Počátkem šedesátých let v oblasti propuklo Dafárské povstání, které začalo jako vzpoura místních kmenů proti centrální vládě a za podpory Jižního Jemenu postupně přerostlo ve snahu nastolit v Ománu komunistický režim. Potlačeno bylo díky britským a íránským jednotkám koncem roku 1975.

## Geografie a klimatické podmínky

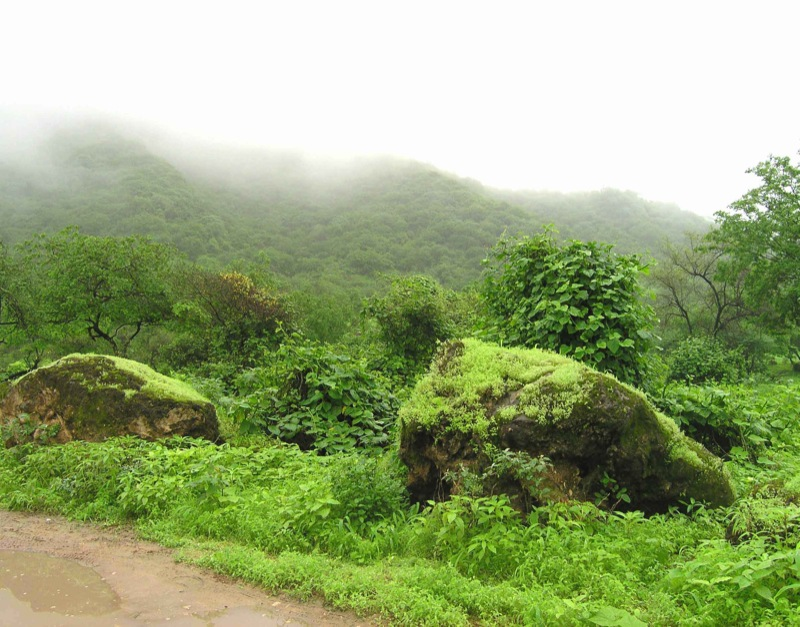
Monzunová oblast severně od Salály

Povrch Dafáru je rozmanitý – na jihu je to pobřeží a pás hor, v centrální části kamenitá poušť přerušovaná koryty mnoha vádí a na severu mohutné duny písečné pouště Rub al-Chálí. Součástí governorátu jsou i ostrovy Kurjá-Murjá. Mezi geografické zajímavosti patří oblast, která se nachází severně a západně od hlavního města Salály, podél pobřeží Arabského moře. Pobřeží a okolní hory jsou společně s malou přilehlou částí sousedního Jemenu jediným místem Arabského poloostrova, kam zasahují jihozápadní monzuny.
Mezi červencem a zářím jsou monzuny zdrojem srážek, jež zavlažují celou oblast a dávají jí, pro Arábii netypickou, zelenou barvu vegetace. Během tohoto období, které je zde nazýváno jako charíf, spadne v Salále asi 55 mm a v okolních horách více než 200 mm srážek . Relativní vlhkost vzduchu stoupá v celé oblasti z 50 na 85 %.